# Транспорт Твери
Общественный транспорт Твери — система городского пассажирского транспорта города Тверь. С 2020 года представлена исключительно автобусами.

## Общая информация
В Твери действует один вид городского общественного транспорта — автобус. 

### История
До конца 1980-х годов большая часть перевозок выполнялась трамваями и троллейбусами; с 1990-х перевозки электротранспортом сократились, большая часть трамвайных маршрутов была отменена, одновременно с этим значительно увеличилось количество коммерческих автобусов и маршрутных такси. 
Из-за долга в 117 млн. рублей перед предприятием «Тверьэнергосбыт»,16 марта 2011 года были отключены резервные подстанции, питающие электротранспорт. 31 марта 2011 года было отключено 4 основных подстанции. 12 апреля после отключения еще двух подстанций прекратили работу троллейбусы №№ 1, 5 и трамвай № 6. 19 апреля движение было восстановлено в полном объеме.
В городе также действовала трамвайная система, прекратившая работу в ноябре 2018 года, и троллейбусная, закрытая в 2020 году. 

### Объемы перевозок
Максимальный объем перевозок общественным транспортом Твери пришелся на начало 2000-х годов. В дальнейшем, объемы перевозок общественным транспортом значительно сократились; в частности, трамваями — в 15 раз, автобусами — в 14 раз, троллейбусами — в 10 раз:
| Год                      | 1990  | 1995 | 1999  | 2000  | 2001  | 2002  | 2003  | 2004  | 2005 | 2006 | 2007 | 2008 | 2009 | 2010 | 2011 | 2012 | 2013 | 2014 |
| ------------------------ | ----- | ---- | ----- | ----- | ----- | ----- | ----- | ----- | ---- | ---- | ---- | ---- | ---- | ---- | ---- | ---- | ---- | ---- |
| перевезено трамваями     | 114,9 | 98,1 | 135,2 | 143,7 | 137,8 | 130,8 | 125,3 | 120,2 | 50,9 | 41,5 | 30,3 | 28,2 | 23,6 | 21,8 | 18,2 | 16,6 | 12,2 | 9,6  |
| перевезено троллейбусами | 50,3  | 96,0 | 132,8 | 136,2 | 129,7 | 123,6 | 120,1 | 115,0 | 42,1 | 34,0 | 28,8 | 25,9 | 23,4 | 22,8 | 20,4 | 19,8 | 15,3 | 13,3 |
| перевезено автобусами    | 56,2  | 95,6 | 131,4 | 133,6 | 123,1 | 113,1 | 105,8 | 97,6  | 15,9 | 14,0 | 13,9 | 14,3 | 13,4 | 12,9 | 12,1 | 10,3 | 10,3 | 9,7  |

### Подвижной состав
Количество единиц подвижного состава с 1990-х гг. также значительно уменьшилось. При этом в 2020 году значительно увеличилось количество автобусов:
| Год          | 1990 | 1995 | 2000 | 2005 | 2006 | 2007 | 2008 | 2009 | 2010 | 2011 | 2012 | 2013 | 2014 | 2020 |
| ------------ | ---- | ---- | ---- | ---- | ---- | ---- | ---- | ---- | ---- | ---- | ---- | ---- | ---- | ---- |
| трамваев     | 256  | 247  | 217  | 161  | 161  | 163  | 148  | 138  | 128  | 89   | 89   | 72   | 69   | 0    |
| троллейбусов | 125  | 111  | 105  | 95   | 95   | 105  | 99   | 100  | 102  | 98   | 100  | 88   | 78   | 0    |
| автобусов    | 156  | 147  | 121  | 112  | 97   | 62   | 58   | 41   | 82   | 76   | 76   | 81   | 81   | 471  |

### Протяженность маршрутов
Протяженность эксплуатируемых маршрутов также сокращается, одновременно с закрытием маршрутов на линиях, находящихся в эксплуатации, так же происходит закрытие отдельных линий:
| Год          | 1990  | 1995  | 2000  | 2005  | 2006  | 2007  | 2008  | 2009  | 2010  | 2011  | 2012  | 2013  | 2014  |
| ------------ | ----- | ----- | ----- | ----- | ----- | ----- | ----- | ----- | ----- | ----- | ----- | ----- | ----- |
| трамваев     | 45,2  | 41,3  | 215,5 | 184,2 | 190,2 | 184,2 | 184,2 | 121,6 | 105,9 | 89,5  | 105,9 | 105,9 | 88,0  |
| троллейбусов | 39,3  | 39,3  | 193,4 | 127,2 | 127,2 | 127,2 | 204,5 | 185,7 | 185,7 | 185,7 | 153,7 | 153,7 | 153,7 |
| автобусов    | 441,5 | 417,4 | 223,7 | 221,1 | 232,3 | 207,5 | 86,3  | 155,7 | 196,9 | 161,0 | 132,0 | 129,8 | 154,5 |

## Городской общественный транспорт

### Трамвай
Трамвайная система в Твери начала свою работу 28 августа 1901 года (одна из первых в России) и была закрыта 14 ноября 2018 года. По состоянию на ноябрь 2018 года, трамвайное движение управлялось и осуществлялось муниципальным унитарным предприятием «ПАТП-1».
Работа трамваев в городе неоднократно приостанавливалась, на два месяца в 2015 году, а также на несколько недель в 2017 году. К лету 2017 года движение осуществлялось по одному маршруту. 
В ноябре 2018 года движение было прекращено вновь, как тогда заявляла компания-эксплуатант -- временно, для осуществления ремонта. В течение 2019 года был проведён масштабный демонтаж путей и инфраструктуры трамвайной системы, а сотрудники трамвайного парка были уволены. По заявлениям властей, подвижной состав подвергся консервации, однако в конце 2019 года некоторые из вагонов были порезаны на металлолом.

### Троллейбус
Троллейбусная система города Тверь была открыта 5 мая 1967 года и связала связала площадь Гагарина и посёлок Химинститута (ВНИИСВ). В 1982 году длина троллейбусных линий составила 83,2 км. С 2007 года парк подвижного состава активно обновляется. На 2014 год действовало 5 маршрутов, по которым регулярно курсировало около 70 машин. К началу 2018 года количество троллейбусных маршрутов сократилось до четырёх. 13 апреля троллейбус Твери прекратил работу. Был закрыт последний троллейбусный маршрут города, № 2 («Железнодорожный вокзал – бульв. Профсоюзов»).
 Система закрыта в 2020 году

### Автобус
Городской автобусный транспорт состоит из муниципальных автобусов, обслуживаемых МУП «ПАТП №1» и автопарков коммерческих перевозчиков. С февраля 2020 года внедрялась единая сеть пассажирских автобусных маршрутов. Перевозчиками по новой модели являются ООО «Верхневолжское АТП» (совместное предприятие Тверской области и ГК Автолайн, Москва) и ООО «СВТК». 

## Подвижной состав
- ГАЗель NEXT
- ЛиАЗ-4292
- НЕФАЗ-5299
- МАЗ-206
- МАЗ-107
- ПАЗ-3205
- ПАЗ-4234
- ПАЗ-320405-04
- ПАЗ-320405-14 «Вектор Next»

## Пригородный общественный транспорт

### Пригородные железнодорожные перевозки
Пригородные поезда с железнодорожного вокзала Тверь следуют по трём направлениям: на Москву, Бологое и Торжок. Регулярное движение пригородных электропоездов было открыто 1 февраля 1962 года по маршруту Калинин — Москва. Оператором пригородных перевозок с 2009 года выступает Московско-Тверская пригородная пассажирская компания.

### Междугородние автобусные перевозки
С автовокзала автобусы отправляются в города и посёлки Тверской области (включая все районные центры, за исключением Бологого) и близлежащих областей. От привокзальной площади ходят коммерческие автобусы на Москву.